# ハルザ
ハルザ（Haluza）はナバテア人の交易路だった「香の道」の途上に位置するネゲヴの都市である。ハラサ（Halasa）、エルサ（Elusa）などとも呼ばれる。その歴史的重要性から、ハルザはマムシト、アヴダト、シヴタとともにユネスコの世界遺産に登録されている。
この都市は旧約聖書に登場するネゲヴの都市ジクラグ（Ziklag）に比定される候補地2箇所のうちの1つである。この場合、ジクラグは「城砦」を意味するハルサー（Halusah）が転訛したものであろうと考えられる。
ナバテア人時代の街路が2つの聖堂、劇場、ブドウ圧搾用の大桶、塔などとともに出土してはいるものの、飛砂（shifting sands）のせいで一帯の考古学的な調査は思うように進んでいない部分もある。 「香の道」の他の都市群と違い、発掘に際して石を元の場所に戻すことなどに十分な注意が払われてこなかったことは、将来の発掘にとっては好ましいものではなく、遺跡は一般的に保存上の配慮が行き届いているとは言えない。